# Albina Scacchetti
Albina Scacchetti (Roccagorga, 25 settembre 1867 – Roccagorga, 24 dicembre 1953) è stata una sindacalista italiana.
Sindacalista e bracciante agricola italiana, fu tra i protagonisti della manifestazione del 6 gennaio 1913, ricordata come l'Eccidio di Roccagorga. 

## Biografia
Di umili origini e analfabeta, si sposò il 24 gennaio 1886 con Giovanni Leonardo Rossi ed ebbe un figlio, Giuseppe. Alla morte del marito iniziò una convivenza con Antonio Vito Orsini dal quale ebbe tre figli Elvira, Isolina e Vincenzo. Negli anni successivi rimase da sola ad accudire i tre bambini perché il compagno e il figlio maggiore emigrarono negli Stati Uniti. Albina negli anni 1912-1913 si pose alla guida di un gruppo di donne del suo paese per rivendicare condizioni di lavoro più umane, salari più giusti,(il salario femminile all'epoca era di mezza lira al giorno, tale cifra si dimezzava se il padrone dava alle donne un piatto di granturco) il diritto ad avere l'acqua nelle case e il diritto ad avere un'assistenza sanitaria adeguata. Per questi motivi si iscrisse alla società di mutuo soccorso denominata Società Agricola Savoia (costituitasi il 2 giugno 1912, data scelta dai braccianti e dalle braccianti di Roccagorga perché giorno del patrono del paese, Sant'Erasmo) e probabilmente partecipò con passione alle riunioni e alle rivendicazioni politico-sociali che da tale società scaturirono. 
La mattina del 6 gennaio 1913 Albina e tutti i braccianti facenti parte della Società Agricola Savoia si ritrovarono in Piazza Vittorio, la piazza principale del paese, per partecipare ad una manifestazione autorizzata per protestare contro il sindaco e la sua giunta, contro il medico condotto e altresì contro l'operato del segretario comunale. Il sindaco, Vincenzo Rossi, oltre a ricoprire la carica di primo cittadino era anche amministratore del feudo di Roccagorga in quel momento appartenente alla famiglia romana dei Doria Pamphilj. In paese tutto era controllato da costui e nulla poteva avvenire senza la sua autorizzazione. Inoltre questi aveva dato incarico al fratello di riscuotere i tributi. Il medico condotto Almerindo Garzia aveva un comportamento non consono alla sua professione, non si curava dei pazienti più poveri e quando ciò avveniva l'onorario da lui richiesto era molto alto. Il segretario comunale, Domenico Rossi, collocato in quel ruolo dal sindaco stesso, non era mai presente nel suo ufficio comunale, piuttosto esercitava la sua professione di patrocinatore legale a Priverno. 
I componenti della Società Agricola Savoia quella mattina depositarono presso la sede della società tutti gli oggetti che potevano arrecare offesa, gli uomini i coltelli, le donne gli spilloni con i quali si appuntavano il fazzoletto sulla testa. Albina fu prescelta per portare la bandiera. Dopo il comizio di due componenti della Società (Dante Mucci, consigliere comunale di opposizione e direttore della società; Antonio Basilico, presidente della società) il corteo si mosse verso il comune per chiedere le dimissioni del sindaco e la rimozione del medico condotto e del segretario comunale. A pochi metri dalla sede del comune la manifestazione fu fermata, Albina fu assalita, percossa dai Carabinieri, la bandiera le venne strappata di mano «la bandiera invece non ritirata e i carabinieri allora si lanciarono verso colei che portava il vessillo per toglierglielo dalle mani. Ma le donne raggruppate attorno alla vessillifera difesero accanitamente la bandiera, che nella colluttazione venne ridotta a brandelli, mentre l'asta finiva a pezzi» e poco dopo, l'esercito iniziò a sparare sulla folla. A mezzogiorno si contarono, sul selciato di Piazza Vittorio, quattro vittime, più tardi sarebbero diventate sette tra cui una donna incinta e un bambino di cinque anni. 
Albina e molti altri manifestanti furono arrestati e tradotti nel carcere di Priverno. L'avvenimento di Roccagorga ebbe una grande eco nazionale e molti giornalisti si recarono nel paese lepino. Il direttore dell'Avanti!, Benito Mussolini, fu autore di diversi editoriali su questo tragico evento e per aver scritto Eccidio di Stato fu accusato di vilipendio.
I braccianti e le braccianti di Roccagorga subirono due processi. Il primo a Frosinone con inizio il 13 agosto 1913 che li condannò quasi tutti a diversi mesi di reclusione. Albina, fu condannata alla pena di tre mesi e 24 giorni di reclusione con l'accusa di delitti di violenza contro pubblici ufficiali e di lesioni volontarie mediante scaglio di sassi. Il compagno e il figlio di Albina, appresa la notizia della condanna tornarono dall'America per prendersi cura dei tre bambini rimasti da soli. Il secondo a Milano, con inizio il 24 marzo 1914 quando i braccianti dovettero testimoniare in difesa di Benito Mussolini. Questi fu prosciolto da ogni accusa proprio grazie alla grande commozione che pervase l'aula quando i braccianti furono chiamati a deporre. Albina trascorse il resto della sua vita in silenzio, quasi avesse paura di raccontare i fatti del 1913 e le rivendicazioni di cui era stata protagonista e per cui aveva tanto lottato.